# Frédéric Soulié
Frédéric Soulié (n. 23 decembrie 1800, Foix - d. 23 septembrie 1847, Bièvres) a fost un romancier, 
dramaturg și poet francez. El este înmormântat la cimitirul Père-Lachaise.
În epoca contemporană lui, Frédéric Soulié a fost la fel de celebru ca Balzac și Eugène Sue, datorită succesului de care s-au bucurat romanele sale foileton.

## Biografie
Scriitorul se naște ca fiu al Jeannei Marie Baille și al lui François Melchior Soulié. La vârsta de patru ani, în 1804, scriitorul este părăsit de mama lui care moare la data de 27 septembrie 1827, fiind lăsat în custodia tatălui. Frédéric a avut și o soră, Antoinette Françoise - Fanny - mai mare cu 11 luni; aceasta a trăit împreună cu mama ei în Mirepoix.
Băiatul avea să-și urmeze tatăl în numeroase orașe, după ce acesta este convertit în noua administrație a lui Napoleon, după ce a fost profesor de filosofie la Toulouse. Studiază la Nantes și Poitiers. La Poitiers este exmatriculat din colegiu după ce scrie un eseu în versuri, crezându-se că l-a copiat din reviste. Merge apoi la Paris pentru a studia Drept. Aici se implică în diverse activități politice și este constrâns să-și termine studiile la Rennes. După care intră în Administrație, în Laval, lucrând sub ordinile tatălui său.
În 1824, demisionează și se întoarce la Paris. Atras de mediul literar, publică niște poeme și pentru a se întreține lucrează ca director, la o fabrică de cherestea. În acest an își face și debutul editorial, cu volumul de poezii Iubiri franceze.
Se face remarcat, în 1828, printr-o traducere a piesei Romeo și Julieta ce se va juca la Teatrul Odeon, din Franța. Prima sa piesă, Christine Fontainebleau, prezentată în octombrie 1829, primește critici dure, deoarece a apărut în mijlocul luptei dintre romantici și clasici. Frédéric Soulié devine jurnalist, publicând știri.
Frédéric Soulié participă la Revoluția din 1830. După, în 1832, publică piesa Clothilde care se va juca 
fără prea mult succes, la Comedia Franceză. În același an publică romanul Les deux cadavres. Scriitor fecund, îi apar romanele Le compte de Toulouse și Le Vicomte de Béziers, în anul 1835.

Coperta cărții Les Mémoires du Diable, ediția 1876

Publică între iunie 1837 și martie 1838, în Le Journal des Débats, romanul foileton Les Mémoires du Diable, considerat opera s-a capitală, prin aceasta impunându-se ca romancier. În urma succesului pe care îl are romanul, cumpără prin intermediul unui avocat, Mac-Avoy, proprietatea Abbaye-aux-Bois, din Bièvre, pe care începe să o renoveze.
Avea să se impună și ca dramaturg cu piesa Diane de Chivry, scrisă în 1839. Doi ani mai târziu apare romanul Le Lion amoureux. Publicarea piesei La Closerie des genêts, cu un an înainte morții, confirmă statutul de dramaturg de succes al lui Soulié. Spre sfârșitul vieții, se ocupă și de critică literară, cu articole în diverse reviste.
Frédéric Soulié își trăiește ultimii ani din viață pe proprietatea sa de la Abbaye-aux-Boix, unde și va muri la 23 septembrie 1847, suferind de inimă, după o agonie de 80 de zile. Sora sa nu a fost prezentă lângă patul lui de moarte.

## După moartea sa
Scriitorul a fost înmormântat în ziua de 27 septembrie 1847, la cimitirul Père-Lachaise. Slujba a adus la 
un loc oameni din lumea presei, a teatrului și a literaturii. Printre aceștia a fost prezent și Victor Hugo care a ținut un discurs: 
„În piesele sale, în romanele sale, în poeziile sale, Frédéric Soulié a fost întotdeuna spiritul care tinde spre o idee serioasă și care are o misiune.”
În 1854, Alexandre Dumas organizează o strângere de fonduri pentru realizarea unui bust al lui Frédéric Soulié. 
Lucrarea a fost realizată de către sculptorul Auguste Clésinger, ginerele lui George Sand, 
fiind destinată pentru piatra funerală. Era în plan amplasarea unui alt bust al scriitorului în Mirepoix, dar sora acestuia a refuzat.
După decesul lui Soulié, moare și tatăl său, în 10 februarie 1848. Drepturile de autor au fost cumpărate de către Armand Jean-Michel Dutacq - fondatorul ziarului Le Siècle - de la moștenitorii destinatari ai 
scriitorului, în ziua de 11 martie 1854.

## Scrieri

### Poezie
- Iubiri franceze (1824)

### Teatru
- Christine de Fontainebleau (1829)
- Clothilde (1832)
- Diane de Chivry (1839)
- La Closerie des genêts (1846)

### Romane
- Les deux cadavres (1832)
- Le comte de Toulouse (1835)
- Le vicomte de Béziers (1835)
- Les Mémoires du diable (1837-1838) - Memoriile diavolului - traducere Teodora Popa-Mazilu
- Le Lion amoureux (1841)

### Traduceri
- Romeo și Julieta de William Shakespeare